# Bobbio
Bobbio ist eine italienische Gemeinde in der Provinz Piacenza in der Region Emilia-Romagna mit 3412 Einwohnern (Stand 31. Dezember 2023). 
Bobbio ist Mitglied der Vereinigung I borghi più belli d’Italia (Die schönsten Orte Italiens).

## Geografie
Der Ort liegt im nördlichen Apennin im Tal der Trebbia auf der orographisch linken Uferseite auf einer Höhe von 242 m s.l.m., etwa 44 Kilometer südwestlich von Piacenza.  

## Wappen
Beschreibung: In Weiß ein durchgehendes rotes gemeines Kreuz im Schildoval, auf dessen Armen zwei weiße Tauben mit goldenen Schnäbeln und Füßen sich zuwenden. Über dem Wappen eine fünftürmige goldene Mauerkrone und am Schildfuß zwei Zweige mit dem Band in den Nationalfarben gebunden.

## Geschichte
Bobbio hieß früher Bobium oder Ebovium. Der irische Mönch Columban von Luxeuil (italienisch Colombano) gründete hier 612 eine Abtei, in der er am 21. November 615 auch starb. Die Abtei San Colombano von Bobbio wurde von den langobardischen Fürsten gefördert und war im Kampf gegen den Arianismus ein wichtiges Zentrum. 1014 wurde aus der bisherigen Territorialabtei das Bistum Bobbio-San Colombano, welches 1133 als Suffraganbistum dem Erzbistum Genua unterstellt wurde. 1986 wurde das Bistum mit Genua vereinigt, 1989 wurde es wieder abgetrennt und Teil des Bistums Piacenza-Bobbio.
Die Malaspina besaßen das Lehen Pregola mit einem großräumigen Territorium im Tal der Trebbia, oberhalb von Bobbio. 1304 eroberte Corradino Malaspina, unterstützt vom Visconte Pallavicino und dem Abt von Bobbio, Guido, Bobbio und wandelte es in eine Herrschaft um. 1341 verleibten sich die Visconti aus Mailand Bobbio in ihren Besitz ein. 1361 müssen die Malaspina das Lehen an die Visconti abtreten, 1436 geht es auf die Dal Verme über.
Die Stadt Bobbio gehörte seit 1748 zu Savoyen. 1859 bis 1927 war die Stadt Hauptort des gleichnamigen Kreises in der Provinz Pavia.
Am 7. Juli 1944 eroberte der italienische Widerstand den Ort und beherrschte ihn, bis er von der deutschen Wehrmacht am 27. August desselben Jahres zerstört wurde.

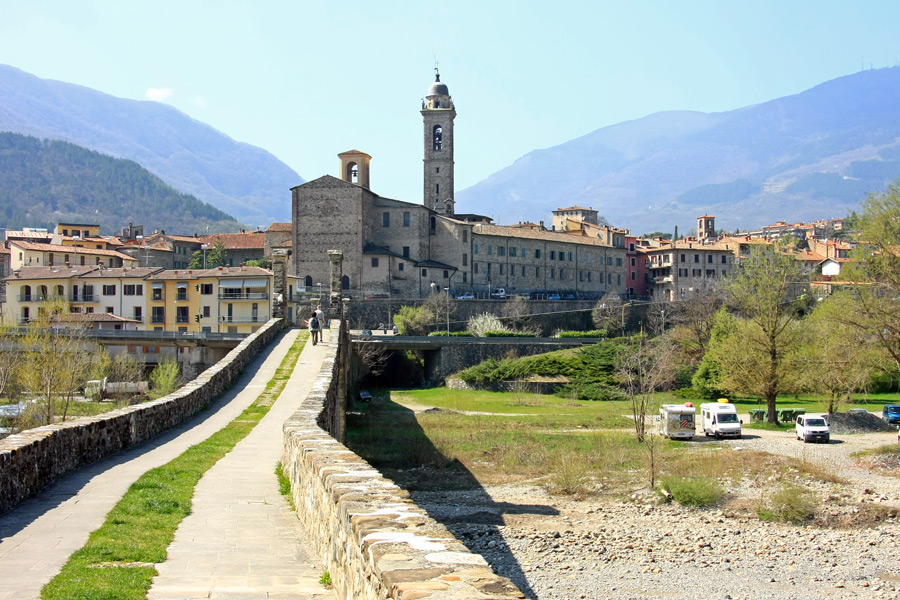
Bobbio von der Ponte Gobbo
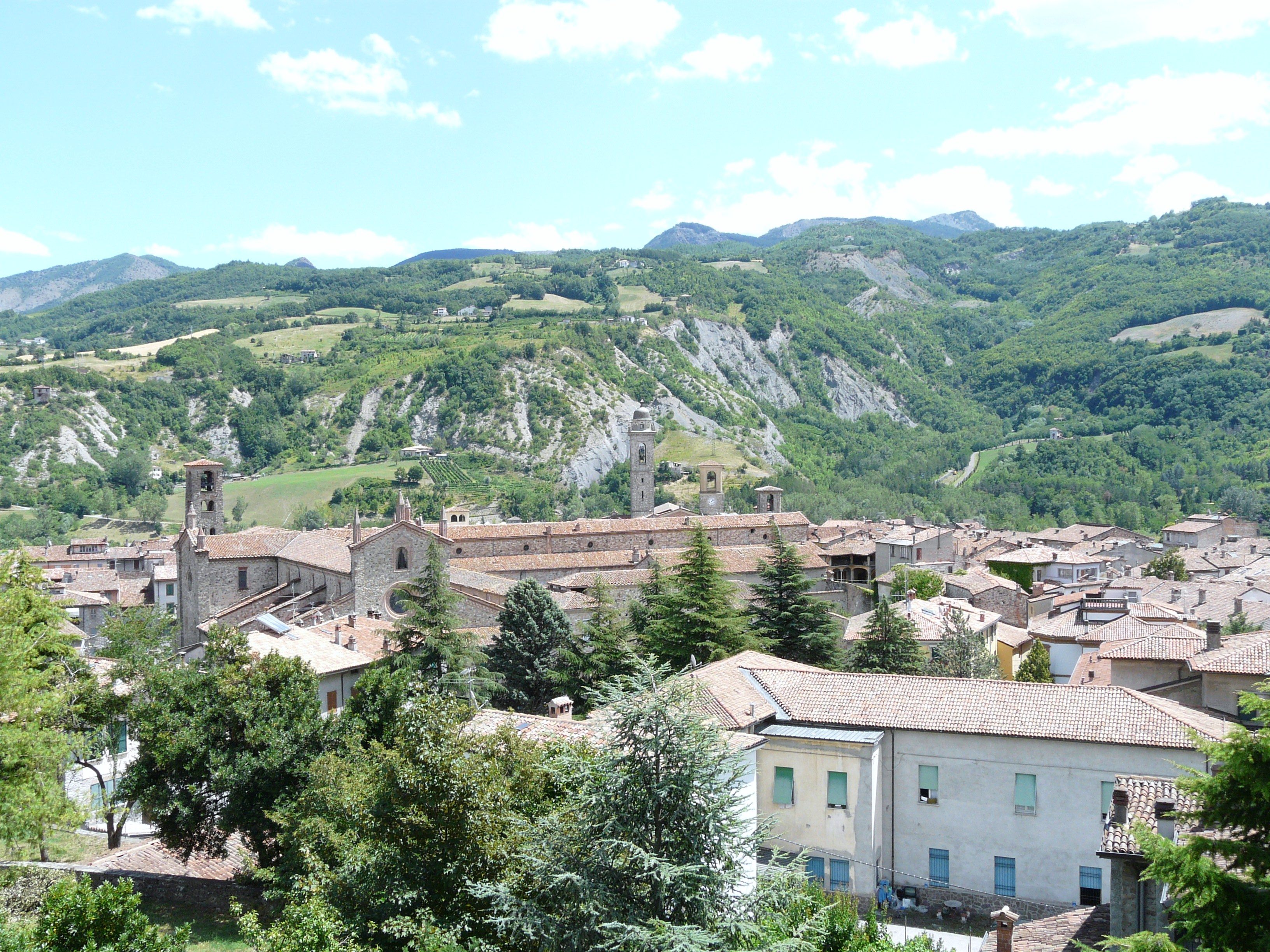
Die Abtei San Colombano von der Burg
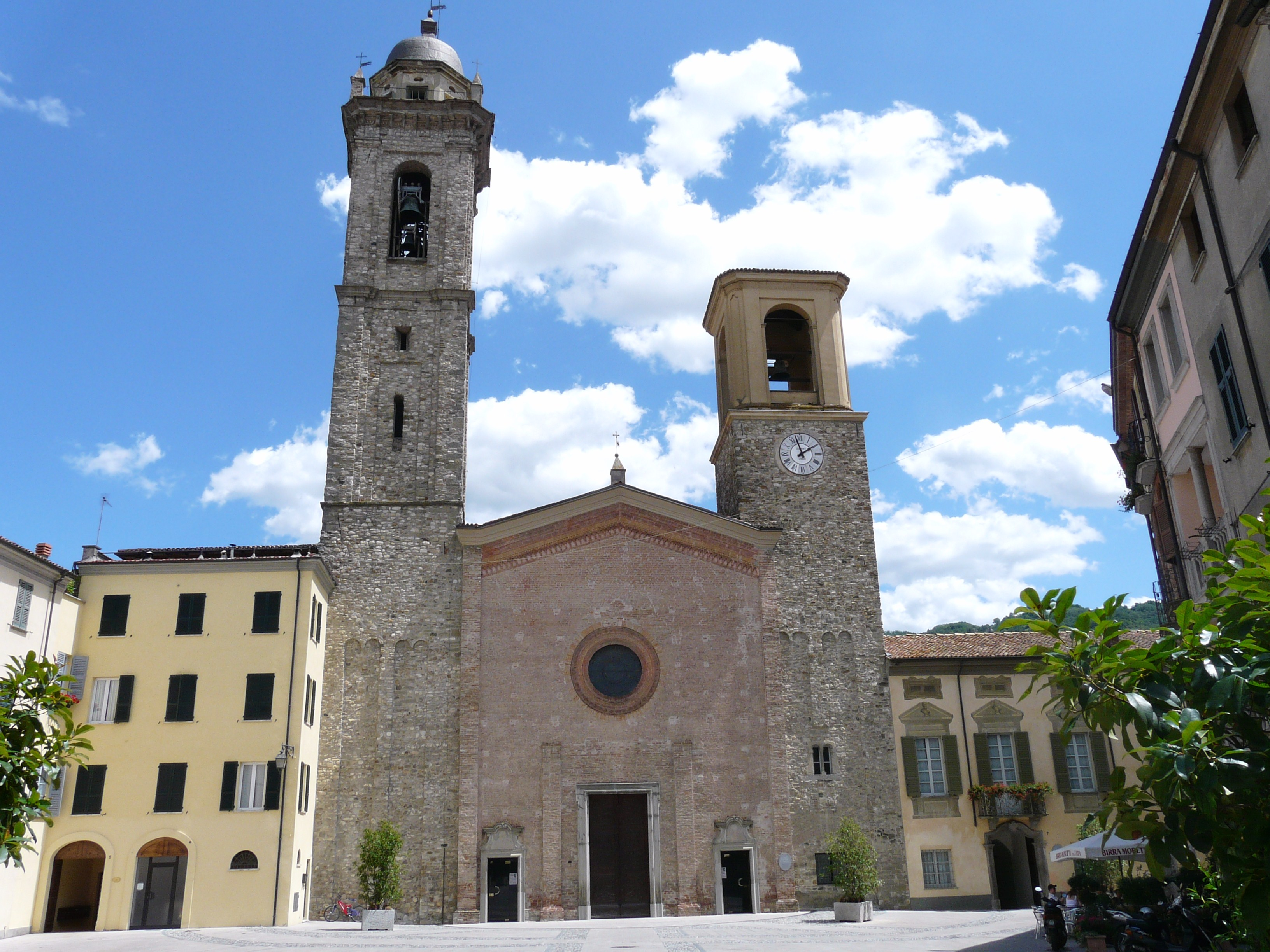
Dom
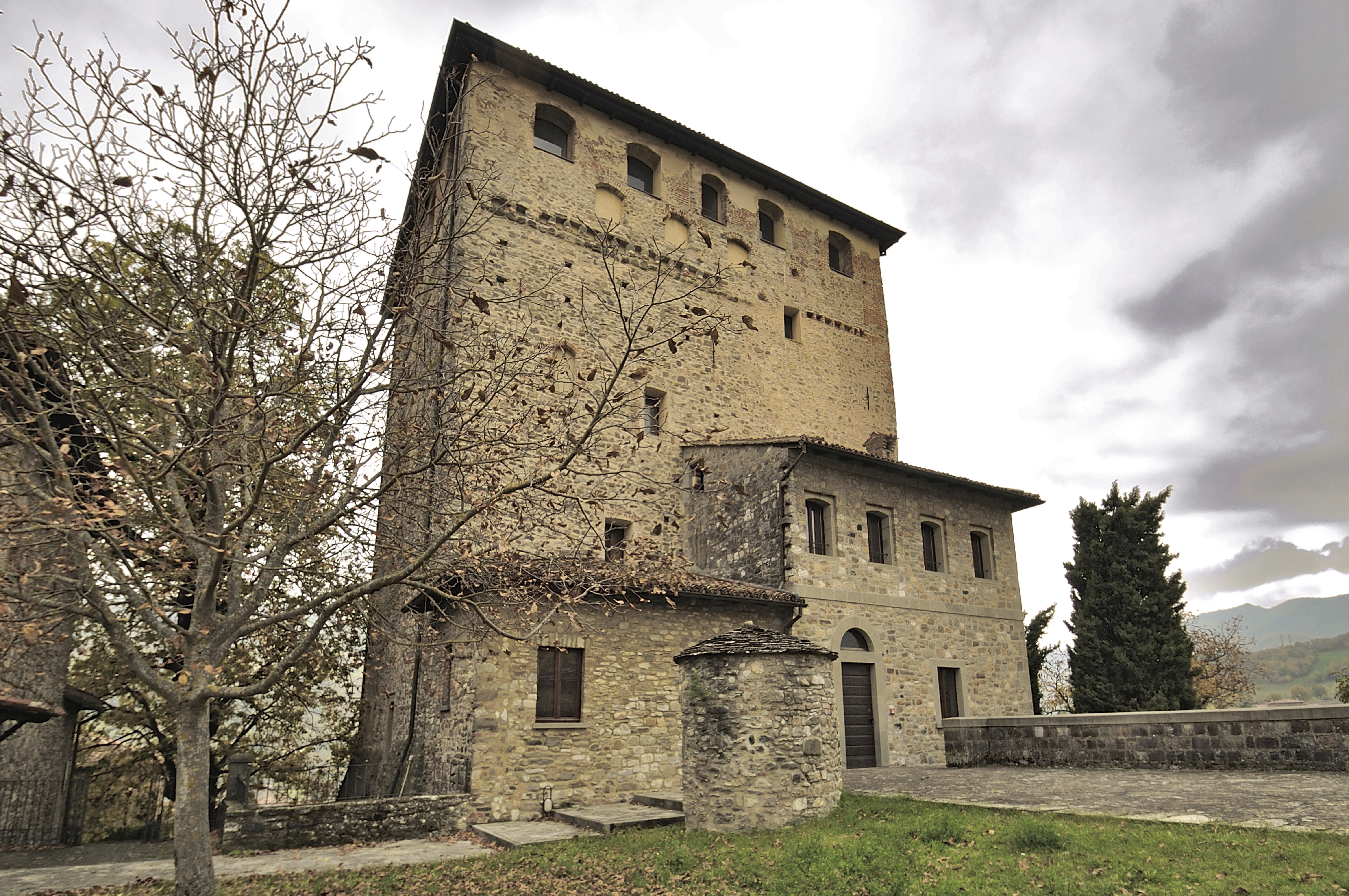
Castello Malaspina-Dal Verme
Trebbia mit Ponte Gobbo

## Bauwerke
- Abtei San Colombano von Bobbio
- Ponte Gobbo
- Castello Malaspina-Dal Verme
- Castello del Dego
- Nostra Signora dell’Aiuto

## Partnerschaftsstadt
- Ybbs an der Donau seit 1990